# Sandaucourt
Sandaucourt település Franciaországban, Vosges megyében. Lakosainak száma 174 fő (2022. január 1.). Sandaucourt Auzainvilliers, Bulgnéville, Darney-aux-Chênes, Dombrot-sur-Vair, Hagnéville-et-Roncourt, Longchamp-sous-Châtenois, La Neuveville-sous-Châtenois és Ollainville községekkel határos.

## Népesség
A település népessége az elmúlt években az alábbi módon változott:
| Lakosok száma | 187  | 181  | 182  | 174  | 171  | 168  | 168  | 166  | 174  |
|               | 2013 | 2015 | 2016 | 2017 | 2018 | 2019 | 2020 | 2021 | 2022 |